# 1970年ウィンブルドン選手権
1970年 ウィンブルドン選手権（1970ねんウィンブルドンせんしゅけん、The Championships, Wimbledon 1970）は、イギリス・ロンドン郊外にある「オールイングランド・ローンテニス・アンド・クローケー・クラブ」にて、1970年6月22日から7月4日にかけて開催された。

## 大会の流れ
- 男子シングルスは「128名」の選手による通常の7回戦制で行われた。シード選手は16名。
- 女子シングルスは「96名」の選手による7回戦制で行われ、32名の選手は「1回戦不戦勝」（抽選表では“Bye”と表示）があった。シード選手は8名。シード選手でも、1回戦から出場した人と、2回戦から登場した人がいる。2回戦から登場した選手が初戦敗退の場合は「2回戦＝初戦」と表記する。

## シード選手

### 男子シングルス
1. ロッド・レーバー　（4回戦）
2. ジョン・ニューカム　（優勝、3年ぶり2度目）
3. アーサー・アッシュ　（4回戦）
4. トニー・ローチ　（ベスト8）
5. ケン・ローズウォール　（準優勝）
6. ゼリコ・フラヌロビッチ　（3回戦）
7. スタン・スミス　（4回戦）
8. イリ・ナスターゼ　（4回戦）
9. クラーク・グレーブナー　（ベスト8）
10. ロイ・エマーソン　（ベスト8）
11. トム・オッカー　（2回戦）
12. クリフ・ドリスデール　（3回戦）
13. ヤン・コデシュ　（1回戦）
14. アンドレス・ヒメノ　（ベスト4）
15. デニス・ラルストン　（4回戦）
16. ロジャー・テーラー　（ベスト4）

### 女子シングルス
1. マーガレット・スミス・コート　（優勝、5年ぶり3度目）
2. ビリー・ジーン・キング　（準優勝）
3. バージニア・ウェード　（4回戦）
4. ケリー・メルビル　（4回戦）
5. ロージー・カザルス　（ベスト4）
6. ジュリー・ヘルドマン　（4回戦）
7. カレン・クランツケ　（ベスト8）
8. ヘルガ・ニーセン　（ベスト8）

## 大会経過

### 男子シングルス
準々決勝
- ロジャー・テーラー vs.  クラーク・グレーブナー　6-3, 11-9, 12-10
- ケン・ローズウォール vs.  トニー・ローチ　10-8, 6-1, 4-6, 6-2
- アンドレス・ヒメノ vs.  ボブ・カーマイケル　6-1, 6-2, 6-4
- ジョン・ニューカム vs.  ロイ・エマーソン　6-1, 5-7, 3-6, 6-2, 11-9

準決勝
- ケン・ローズウォール vs.  ロジャー・テーラー　6-3, 4-6, 6-3, 6-3
- ジョン・ニューカム vs.  アンドレス・ヒメノ　6-3, 8-6, 6-0

### 女子シングルス
準々決勝
- マーガレット・スミス・コート vs.  ヘルガ・ニーセン　6-8, 6-0, 6-0
- ロージー・カザルス vs.  ウィニー・ショー　6-2, 6-0
- フランソワーズ・デュール vs.  セシリア・マルチネス　6-0, 6-4
- ビリー・ジーン・キング vs.  カレン・クランツケ　3-6, 6-3, 6-2

準決勝
- マーガレット・スミス・コート vs.  ロージー・カザルス　6-4, 6-1
- ビリー・ジーン・キング vs.  フランソワーズ・デュール　6-3, 7-5

## 決勝戦の結果
男子シングルス
- ジョン・ニューカム vs.  ケン・ローズウォール　5-7, 6-3, 6-2, 3-6, 6-1

女子シングルス
- マーガレット・スミス・コート vs.  ビリー・ジーン・キング　14-12, 11-9

男子ダブルス
- ジョン・ニューカム＆ トニー・ローチ vs.  ケン・ローズウォール＆ フレッド・ストール　10-8, 6-3, 6-1

女子ダブルス
- ビリー・ジーン・キング＆ ロージー・カザルス vs.  フランソワーズ・デュール＆ バージニア・ウェード　6-2, 6-3

混合ダブルス
- イリ・ナスターゼ＆ ロージー・カザルス vs.  アレックス・メトレベリ＆ オルガ・モロゾワ　6-3, 4-6, 9-7